# Liste der Baudenkmale in Werder (bei Lübz)
In der Liste der Baudenkmale in Werder sind alle Baudenkmale der Gemeinde Werder (Landkreis Ludwigslust-Parchim) und ihrer Ortsteile aufgelistet (Stand: Januar 2021).

## Benthen
| ID | Lage                              | Bezeichnung                   | Beschreibung | Bild                    |
| -- | --------------------------------- | ----------------------------- | --- | ----------------------- |
|    | (Karte)                           | Kirche mit Trockenmauer       | Spätromanische Dorfkirche Benthen, um 1250 begonnen, Weihe 1267, mit typischer Staffelung der Bauteile vom flachgedeckten Langhaus und eingezogenen, quadratischen Chor aus gequaderten Feldstein mit Kreuzgewölbe. Der quadratische Westturm mit Pyramidendach aus Feldsteinuntergeschoß, das vierte aus Backsteinen 1776. | Kirche mit Trockenmauer |
|    | Friedhof (Karte)                  | Grabstein "J. Krüger"         | |                         |
|    | Kastanienallee                    | Trafohaus                     | |                         |
|    | Kastanienallee 5 (Karte)          | Kate                          | |                         |
|    | Kastanienallee 8 (Karte)          | Schule, ehem.                 | |                         |
|    | Kastanienallee 10 (Karte)         | Gutshaus                      | Gutshaus der Familien von Flotow, von Raven, Düssler, Krey und Glanz. 2-gesch., 14-achsiger Putzbau mit 3-gesch. Mittelrisalit vom 19. Jahrhundert. | Gutshaus                |
|    | Kastanienallee 11 und 12 (Karte)  | Wohnhaus (ehem. Stallscheune) | |                         |
|    | Kastanienallee 17 und 17a (Karte) | Wohnhaus (ehem. Stallscheune) | |                         |
|    | Kastanienallee 17                 | Eiskeller                     | |                         |
|    | Kastanienallee 25 (Karte)         | Kate                          | |                         |
|    | Kastanienallee 26 (Karte)         | Kate                          | |                         |
|    | Kastanienallee 27 (Karte)         | Kate                          | |                         |
|    | Kastanienallee 27a                | Kate                          | |                         |

## Werder
| ID | Lage       | Bezeichnung            | Beschreibung | Bild                   |
| -- | ---------- | ---------------------- | ------------ | ---------------------- |
|    | Dorfstraße | Kriegerdenkmal 1914/18 |              | Kriegerdenkmal 1914/18 |